# Radio FG
Pour les articles homonymes, voir FG.
 (mai 2020).
Si vous disposez d'ouvrages ou d'articles de référence ou si vous connaissez des sites web de qualité traitant du thème abordé ici, merci de compléter l'article en donnant les références utiles à sa vérifiabilité et en les liant à la section « Notes et références ».
 (septembre 2023).
L'article doit être relu — et modifié si nécessaire — par des contributeurs indépendants pour apporter un regard critique aux contributions effectuées en violation des conditions d'utilisation de Wikipédia, tant sur la forme (notamment concernant le style encyclopédique, la proportionnalité) que sur le fond (la neutralité de point de vue, la qualité et l'indépendance des sources).
Radio FG est une station de radio musicale française diffusant principalement house et techno.

## Historique
Il s'agit, historiquement, de la première radio FM homosexuelle du monde à émettre en continu.
En 1981, l'association Fréquence Gaie est créée en vue de l'exploitation d'une fréquence FM à Paris. L'association a pour projet de mettre en place une radio dénommée Fréquence Gaie. Fréquence Gaie émet dès le jeudi 10 septembre sur 90 MHz depuis un studio situé sur les hauts de Belleville. Elle n'a pourtant pas obtenu un véritable feu vert de l'autorité régulatrice de l'audiovisuel de l'époque : la Haute Autorité. Une manifestation est organisée afin de soutenir l'association Fréquence Gaie et obtenir l'autorisation d'émettre, cette manifestation était à l'initiative de Jonathan B, célèbre nez dans le secteur de la parfumerie.
Le 22 juillet 1981, Fréquence Gaie présidée par Geneviève Pastre, finit par obtenir une autorisation de diffusion sur la bande FM parisienne sur 96,9 MHz ou 96,5 FM. La radio propose alors un programme destiné à la communauté homosexuelle, mélangeant musique, informations diverses. L'émission de petites annonces de rencontres animée par Jean-Luc Hennig, ancien rédacteur en chef du supplément de Libération, Sandwich. Plusieurs personnalités comme Alex Taylor, Philippe Guérin, Lorrain de Saint Affrique et Jean-Luc Roméro sont animateurs ou journalistes aux débuts de Fréquence Gaie. Un tournant a lieu en 1983 avec la commission Galabert[source insuffisante]. La fréquence 97,2 MHz FM occupée par la radio débridée et libertaire Carbone 14 et dont le matériel venait d'être saisi par le gouvernement est immédiatement réattribuée par ce dernier le 18 août 1983. Fréquence Gaie obtient alors cette fréquence 97.2.
En 1987, la Commission nationale de la communication et des libertés, chargée de la régulation du paysage audiovisuel français, ne renouvelle qu'une demi-fréquence pour l'association Fréquence Gaie. La fréquence 97,2 est partagée entre FG et une autre radio. Parallèlement, l'exploitation de la radio est déléguée à une société commerciale, SARL 97.2, contrôlée par le magazine Gai Pied Hebdo, l'association titulaire de la demi-fréquence étant minoritaire. La radio change de nom pour devenir « Future Génération » et déménage rue Sedaine dans les locaux du magazine. Le format évolue vers un format généraliste local.
En février 1990, FG connaît de nouvelles difficultés financières. La SARL 97.2 dépose le bilan, une procédure de retrait de fréquence en Conseil d'État est alors engagée. Sur l'intervention d'Henri Maurel, ancien directeur adjoint du cabinet d'Yvette Roudy et administrateur bénévole de l'Association Fréquence Gaie depuis 1988, le CSA accorde au président de l'association, Pablo Rouy, animateur sur FG et journaliste à Gai Pied Hebdo, un dernier délai de grâce pour engager un plan de relance et sauver l'attribution de fréquence. Future Génération cesse d'émettre en 1990 pendant un an laissant la fréquence totalement inoccupée. C'est finalement Henri Maurel qui conduira à bien ce processus et sera élu président de l'association en octobre 1990. Malgré les réticences d'une partie de Gai Pied, il propose un projet radio rénové et professionnel autour d'une équipe rajeunie, le CSA lui attribue alors une fréquence (94,4) à part entière. La radio est alors hébergée dans une toute petite partie des locaux de Gai Pied au 45 rue Sedaine (11e).

### De 1991 à 2001: un format exclusivement techno à Paris «Radio FG»
En 1991, les studios de Radio FG déménagent rue Rébeval dans le 19e arrondissement de Paris.
En 1992, Futur Génération devient Radio FG sur le 98.2 avec Henri Maurel comme Président. Novembre 1992, le dernier numéro de Gai Pied sort, Henri Maurel confie à Eric Kaiser la création d'une nouvelle émission : RAGE. Totalement militante et orientée gay, RAGE en quelques semaines rassemble une dizaine de bénévoles qui alimentent l'information communautaire sur la radio. Les dernières émissions thématiques de la radio disparaissent peu à peu et la radio se dote d'une culture musicale marquée qui correspond aux attentes d'un large public à cette époque. Avec le déménagement de la radio rue de Rivoli, l'équipe de l'émission RAGE se retrouve dans quelques mètres carrés et éprouve de grandes difficultés à produire une émission de qualité. Elle décide donc que l'anniversaire de la centième de RAGE sera aussi la dernière. Rage était diffusée à Limoges et à Besançon, le début d'un succès qui mourut dans l’œuf avec l'arrêt de l'émission. Henri Maurel chargea alors l'un de ses collaborateurs de monter une nouvelle émission "Outrage" qui disparut en quelques semaines par manque de "nourriture" militante, remplacée par des « pastilles d'information » qui firent long feu. La radio qui avait obtenu pour cinq ans une fréquence à Paris, se dote d'une identité musicale centrée sur la musique électronique, et devient une des radios pionnières dans le genre, avec Galaxie et Contact FM. Plusieurs DJs se succèdent à l'antenne : Laurent Garnier, Carl Cox, Underground Resistance, MC Adrian, Jeff Mills, Richie Hawtin, Erik Rug, DJ Deep.
Issus d'une nouvelle équipe de jeunes collaborateurs bénévoles, Antoine Baduel crée le département marketing et développement, Christophe Vix le département promotion et communication, Jean-Yves Leloup et Jérôme Viger-Kohler le pôle éditorial et infos locales[source secondaire souhaitée] (plan capitaux de la capitale). L'aspect homosexuel est gommé, y compris les petites annonces de rencontres à l'antenne.
En 1993 Radio FG devient un organisateur de la nuit parisienne qui compte des personnes devenues onnues, même du grand public. Antoine Baduel, Didier Sinclair et David Guetta organisent une soirée hebdomadaire : Club House au Queen où de nombreux DJ’s sont lancés[réf. nécessaire]. La soirée devient culte, notamment au moment des fashion week[source secondaire souhaitée]. David Guetta mixe chaque semaine avec Didier Sinclair. Les Daft Punk, Carl Cox, Laurent Garnier sont invités.
Au milieu des années 1990, Radio FG créé un label spécialisé exclusivement de musique électronique au-delà de sa zone de diffusion, c'est-à-dire le Bassin parisien ; elle édite les premières compilations techno à destination du grand public[source secondaire souhaitée] et organise Global Techno, festival des créations numériques et Rave UP, la plus grande rave organisée en région parisienne à l'abbaye du Moncel (Oise).

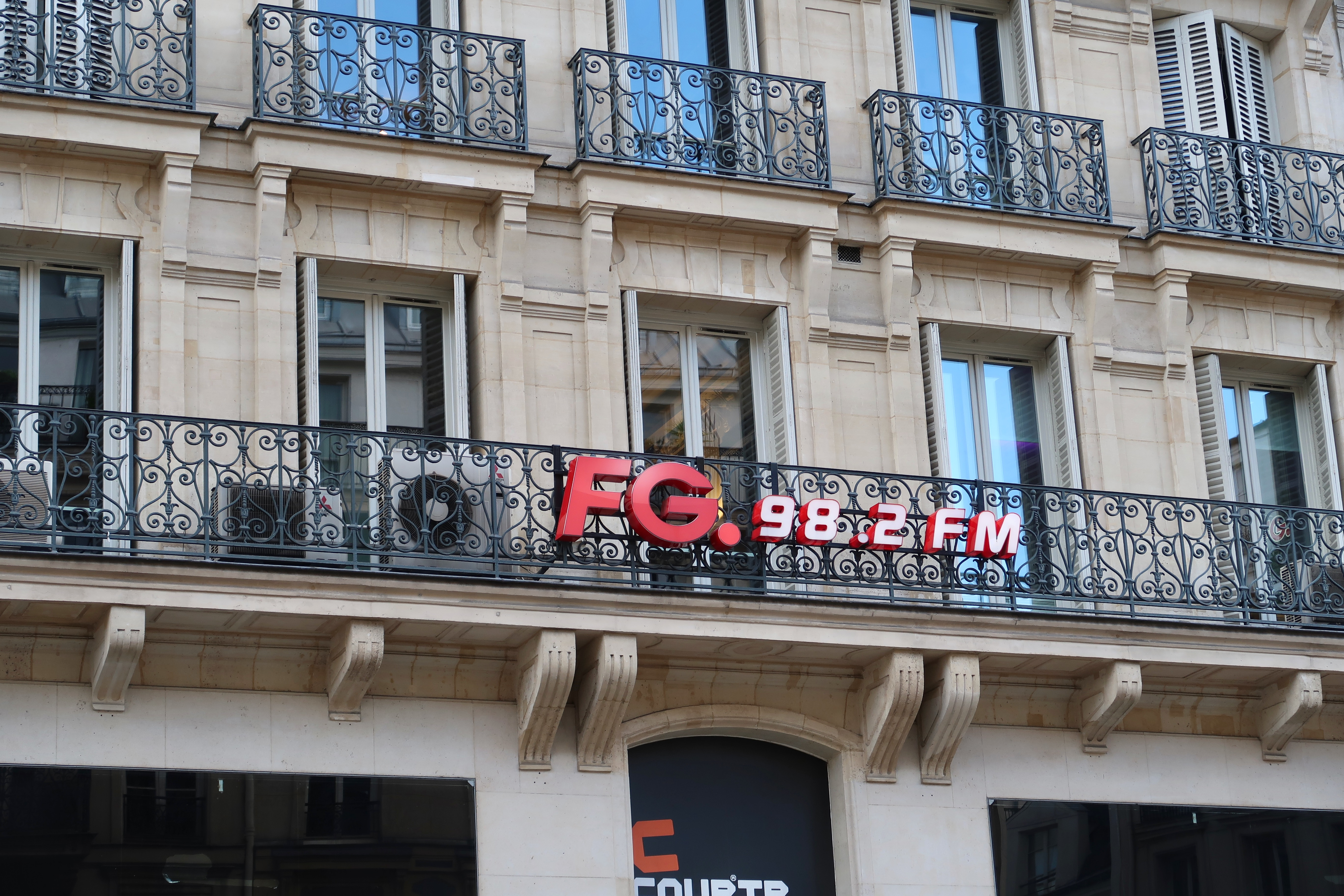
Immeuble du 51 rue de Rivoli (Paris).

La radio s'installe en 1994 dans le 1er arrondissement de Paris, 51 rue de Rivoli. C'est une période où Radio FG prend clairement position contre la campagne de diabolisation médiatique et politique auxquelles la musique électronique doit faire face à cette époque[source secondaire souhaitée].
Les premières compilations Rave Action et Rave Action 2' sont réalisées en 1993 et 1994[pertinence contestée]. Didier Sinclair les mixe. Elles sont coproduites avec la société Polygram.
Afin de démocratiser le courant musical « techno en France », Radio FG crée en 1995 l'événement « Global Tekno » qui vise à faire comprendre au grand public que la musique électronique soit un mouvement musical à part entière, et qu'au-delà, elle est également source d'inspiration pour de nombreux artistes et influe sur leurs créations. Le succès de la première édition en 1995 amènera Radio FG à en produire trois autres, la dernière ayant lieu en 2000. Pourtant, cet événement s'adresse à un public averti et n'a pas une incidence suffisamment importante auprès de l'opinion qui continue jusqu'en 1998 à diaboliser cette musique et les personnes qui l'écoutent. Toujours en 1995, FG {fait jouer les Daft Punk, alors inconnus du grand publiclors d’un grand concert gratuit à l’American Center, Pelouse de Bercy.
En 1997, lancement de l'émission "Happy Hour" animée du lundi au vendredi par Antoine Baduel qui reçoit des DJs de la French Touch dont certains sont révélés au grand public, notamment à travers les premiers concepts de résidences radio exclusives lancées par la station[source secondaire souhaitée].
En 1997/1998, l'audience de Radio FG continue de croître. Sa diffusion est désormais assurée sur le câble, le satellite et sur Internet. Antoine Baduel est promu directeur d'antenne et du marketing, Henri Maurel continuant à assurer la présidence de la radio, sa direction générale et éditoriale, Jean-Yves Leloup étant rédacteur en chef.
Radio FG est l'une des premières[source secondaire nécessaire] radios à se doter, sous l'impulsion de Sylvain Ferey, d'une exploitation entièrement numérisée et d'un site internet (dès 1997).
En 1999, Antoine Baduel devient directeur général de Radio FG, le format musical et éditorial de celle-ci est centré autour des musiques électroniques. Christophe Vix déjà directeur d'antenne, devient directeur artistique de la station et Thomas Plessis chef d'antenne. La publicité devient plus présente à l'antenne.
En 2001, Radio FG change de statut et de catégorie et devient une radio nationale de catégorie D exploitée par la société SAS FG Concept. Cette nouvelle société a pour président-fondateur Henri Maurel et pour président directeur général Antoine Baduel. Cette date marque un tournant pour la radio, cette dernière devenant alors une radio commerciale affirmée[réf. souhaitée]. La même année, au mois de juin, sort le premier volume de la collection Dancefloor FG, compilation reprenant l'essentiel de la playlist diffusée sur l'antenne agrémentée de morceaux inédits. Des résultats d'audience en progrès et une gestion rigoureuse vont permettre à la radio d'être indépendante et de s'autofinancer.

### De 2001 à 2009: un réseau multivilles DJ et électro «FG DJ Radio»
En 2003, le nom « FG DJ Radio » est intégré dans le logo de Radio FG au moment où la radio obtient ses premières fréquences en province à la suite de son passage en catégorie D, en 2001, et diffuse certains programmes à l'étranger en Italie et en Espagne. Christophe Hubert succède à Jean-Yves Leloup à la tête de la rédaction[réf. souhaitée]. Les magazines thématiques et les émissions musicales Underground sont de moins en moins présents à l'antenne du fait que la programmation musicale s'ouvre à des styles musicaux plus éclectiques, représentant la diversité et la richesse artistique de la scène DJ.
FG lance en 2004, à l'occasion de la Technoparade, la webradio gratuite « Underground FG », diffusant 24H/24H un programme electro house[source secondaire souhaitée]. Ce lancement sera suivi quelques mois plus tard par celui d'une webradio blackmusic/R'n'B « FG Chic »[source secondaire souhaitée], puis par celui d'une webradio retraçant 30 ans de dance : « Vintage FG »[source secondaire souhaitée].
En 2005, FG obtient son premier disque d'or avec la compilation Dancefloor FG Winter 2005 avec plus de 140 000 exemplaires vendus[réf. souhaitée].
En 2006, FG propose une syndication à des radios étrangères : une partie des programmes de FG est reprise sur des radios locales en Europe, au Maghreb, et aux États-Unis[source secondaire souhaitée].
En novembre 2006, FG lance une troisième nouvelle version de son site Internet, un portail multimédia de la marque FG et ses déclinaisons autour de la scène artistique, de l'univers des DJs, des modes de vie[pertinence contestée].
En 2007, le bilan annuel du SNEP paru en janvier 2007 à l'occasion du Midem montre que le label FG est devenu le premier vendeur français de compilations electro house; les succès des compilations Dancefloor FG (Universal / Barclay), Starfloor (Universal / Airplay), Club FG et Vintage FG (Virgin EMI) notamment lui ont permis d'écouler pour l'année 2006 près de 550 000 CD[réf. souhaitée].
En janvier 2007, la vague Médiamétrie septembre / décembre 2006 place pour la première fois Radio FG devant NRJ et Fun Radio à Paris (Intra Muros) faisant d'elle la seconde radio musicale jeune en audience derrière Skyrock dans la capitale[source secondaire souhaitée]. En ce début d'année, FG lance une nouvelle webradio FG Dance3 by Hakimakli[source secondaire souhaitée].
Le 28 septembre 2007, Pascal Nègre, alors PDG d'Universal Music France, remet en personne à Antoine Baduel, PDG de FG, un disque de diamant pour le million de DanceFloor FG vendues depuis juin 2001[pertinence contestée]. Le 16 octobre 2007, un événement produit par FG est organisé à Bobino : la première édition des FG Awards, une cérémonie récompensant les acteurs majeurs de la scène DJ en France. Le jury est présidé par Antoine Baduel[source secondaire souhaitée] ; la cérémonie accueille plusieurs DJs : Bob Sinclar, David Guetta, Martin Solveig, DJ Abdel, Antoine Clamaran, David Vendetta et Didier Sinclair.
En septembre 2008, Antoine Baduel, le PDG de FG, est décoré chevalier des Arts et des Lettres par Christine Albanel pour sa contribution au développement de la musique électronique en France. En octobre 2008, décès du directeur artistique de FG depuis plus de treize ans, Didier Sinclair.

### Depuis 2009: une marque numérique et internationale: FG
En 2009, le CSA présélectionne Radio FG dans le cadre du premier appel en RNT sur les trois zones concernées par cet appel : Paris, Marseille et Nice. En juillet 2009, le portail Internet de Radio FG devient le troisième site de radios jeunes en audience avec plus de 440 000 visiteurs uniques mensuels (source Nielsen NetRatings - mai 2009).
En février 2010, David Guetta est élu meilleur DJ au monde parmi plus de 120 artistes nommés à l'occasion de la première édition du classement FG World Top DJs, lequel a mobilisé plus de 20 000 votants. Le 11 novembre 2010, Radio FG organise la seconde édition des FG Awards à Monaco, au Grimaldi Forum. La cérémonie est animée par Antoine Baduel et Audrey Valorzi.
Le 16 février 2011, Henri Maurel, président d'honneur et fondateur de Radio FG, meurt en fin de journée à Paris, à l'âge de 58 ans. Un hommage lui est rendu à l'antenne.
L'année 2012 est l'année des 20 ans de Radio FG, pour laquelle de nombreux événements sont prévus. En préambule à cette année spéciale, une compilation de 5 CD, FG >20 ans, est publiée à la fin de l'année 2011. Début février, pour la seconde année consécutive, Radio FG se voit remettre le trophée de la Radio musicale nationale de l'année 2011. Pour ses 20 ans, Radio FG dévoile son nouveau slogan « Fuckin’ Good Music ».
Le 5 avril 2012, la radio organise sa soirée d'anniversaire au Grand Palais, à laquelle étaient notamment présents David Guetta, Steve Aoki, Bob Sinclar, Above and Beyond, Martin Solveig, Ferry Corsten, Joachim Garraud, David Morales, Cassius et Basto.
Le 13 juillet 2014, Radio FG devient partenaire de la première édition du Prix Radio FG à Longchamp dans le cadre du Grand Prix de Paris.
2015 : Radio FG est diffusée à Lens (105.6 FM), dans la région Nord-Pas-de-Calais, en l'honneur du Louvre-Lens. En janvier 2015, la radio adopte un format deep house en journée et se positionne en incubateur de la nouvelle scène électro française. L’émission quotidienne Starter FG by Hakimakli fait découvrir au grand public la nouvelle scène électro française : The Avener, Synapson, Petit Biscuit, Feder, Kungs, Møme. D’autres artistes européens sont diffusés à l'antenne : Kygo, Felix Jähn, Robin Schulz, Jonas Blu, Duke Dumont, etc.
En février 2017, Radio FG remplace le flux musical nocturne (dimanche au mercredi nuits de 2 à 5 heures) par des rediffusions non-stops d'interviews diffusées durant Happy Hour avec Antoine Baduel. En septembre 2017, la radio adopte comme slogan, en France, « Feel Good » ce qui offre une signification claire aux lettres FG. Le bouquet des webradios, lancé dès 2008 avec FG Underground devient une plateforme globale de l’électro avec 8 programmes conçus selon les mêmes principes artistes que Radio FG : FG Chic (programme lounge et chill), Starter FG, Club FG (rediffusions de sets diffuse sur les programmes respectivement), FG DeepDance, FG UNDRGRND, FG Non-Stop et les déclinaisons flamande et néerlandophone de FG Belgique (basée à Anvers).
Le 21 novembre 2019, Radio FG est partenaire de la soirée anniversaire sur les 30 ans de la défunte radio Maxximum, au Rex Club à Paris organisée par Joachim Garraud avec Fabrice Revault, Hervé "Cocto" Laubeuf, Pat Angeli et Éric Madelon en la mémoire de Fred Rister, dont les profits sont versés à l’association A.R.Tu.R (Association pour la Recherche sur les Tumeurs et les cancers du rein).
À la fin de cette même année, la marque Maxximum est rachetée par le groupe Radio FG. La nouvelle Maxximum est lancée le 23 mai 2020 et est tournée généralement vers des styles plus underground comme la techno ou la tech house. Elle est diffusée en DAB+ sur Paris.
Le 6 septembre 2022, Radio FG annonce le lancement de DanceOne, une radio digitale disponible en DAB+ à Paris, Marseille, Nice et Bordeaux. Sa programmation, visant un public jeune, est axée sur la tech house, EDM, future rave, trap, dubstep, urban electro et trance.

## Identité de la station

### Identité visuelle (logo)

Logo de Radio FG indiquant l'ancienne fréquence parisienne 94.4 de 1990 à 1992
Logo de Radio FG indiquant la fréquence parisienne 98.2 de 1992 à 1999
Logo de FG DJ Radio de 2001 à 2006
Logo de FG DJ Radio de 2006 à février 2013
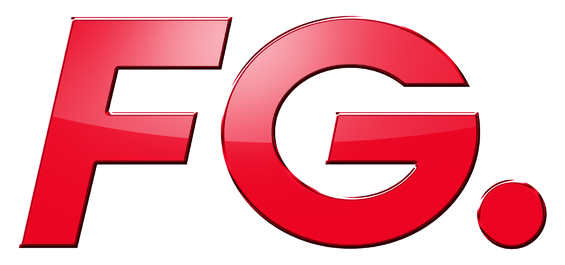
Logo de Radio FG de février 2013 à 2019
Logo de Radio FG depuis 2019

### Slogans
- 1981-1987 : Fréquence Gaie
- 1987-2001 : Future Génération
- 2001-2012 : FG DJ Radio
- 2012-2017 : Fuckin' Good Music
- 2017- août 2022 : Feel Good
- Depuis septembre 2022: FG DJ Radio

### Voix off
- Philippe Valmont (depuis 2023)
- Amandine Aichoun (depuis 2023)

- Lorenzo Pancino (depuis 2006)
- Cindy Lemineur (2006-2023)

## Diffusion

### En modulation de fréquence (FM)
Au début de l'histoire de radio FG, sa première fréquence est à Paris. Au cours des années 2000 à 2010, la radio obtient plusieurs fréquences en province.
En décembre 2009, Radio FG ouvre une fréquence FM à Anvers, en Belgique, ce qui constitue son premier programme diffusé dans une langue autre que le français. La radio ouvre une fréquence à Bruxelles dans les années 2010.
Le 3 avril 2017, Radio FG s'implante sur l'Île de La Réunion en disposant de cinq fréquences qui diffusent un programme différent de celui de la métropole française.
En 2019, FG perd sa fréquence de Lorient à la suite d'une plainte de Radio Bonheur alléguant ne pas avoir été sélectionnée sur Lorient au profit d'un non-équilibrage des catégories et formats disponibles sur la bande FM lorientaise , mais en gagne une autre sur Limoges.

### DAB+ Radio Numérique
En 2012, le CSA a autorisé la diffusion d'un nouveau programme radio, en DAB+, FG Chic, sur la zone de Paris.
Le 11 décembre 2012, à dix-sept heures, lancement de FG Berlin en DAB+.
Radio FG est diffusée en DAB+ depuis le 20 juin 2014 sur les zones de Nice et Marseille[réf. souhaitée].
Le 14 septembre 2018, après les villes de Marseille, Nice et Lille, déjà acquises à la norme DAB+, Radio FG poursuit son développement sur les agglomérations de Béthune, Lens, Arras et Douai, en projetant aussi d'utiliser prochainement cette technologie pour les secteurs de Lyon, Strasbourg-Colmar-Mulhouse, Nantes, Rouen et Le Havre. C'est en décembre 2018 que la station propose ses programmes sur Lyon et en Alsace en DAB+.
Le déploiement de la diffusion en RNT est autorisé à Amiens le 16 mars 2022, mais la SAS FG Concept y renonce finalement en 2024.